# Ive Jelenović
Ive Jelenović (Sveti Vid Dobrinjski, 27. srpnja 1898. – Zagreb, 3. ožujka 1981.) bio je istaknuti hrvatski jezikoslovac, povjesničar književnosti, etnolog, filolog, toponomastičar, prevodilac, lektor, publicist. Unatoč njegovu značaju, široj hrvatskoj javnost nepoznat. Po njemu je nazvano kulturno društvo čiji članovi su iz Dobrinja i okolnih mjesta.

## Obrazovanje
Osnovnu školu završio je u Dobrinju i već je u njoj pokazivao posebnu darovitost te je, uz pomoć svog skrbnika Antuna Turčića i jednog svećenika, nastavio školovanje u gimnaziji, najprije na otočiću Košljunu u Puntarskoj dragi, a zatim u klasičnoj gimnaziji na Sušaku. Nakon gimnazije odlazi u Zagreb na Filozofski fakultet na kojem je i diplomirao slavistiku i romanistiku 1926. godine. Kraće vrijeme boravi i u Firenzi radi usavršavanja talijanskog jezika, a služio se i ruskim, poljskim, slovačkim te njemačkim jezikom.

## Djelovanje
Od 1927. do 1940. godine radio je u Higijenskom zavodu u Zagrebu, a istovremeno je bio i nastavnik u Školi narodnog zdravlja. Četrdesetih godina 20. stoljeća zapošljava se u Nakladnom zavodu Banovine Hrvatske kao redaktor, a 1951. godine dolazi i u Leksikografski zavod u kojem ostaje do umirovljenja.
Objavio je više opsežnih radova o starim toponimima koje je sam ili u suradnji istraživao na području otoka Krka i Istre. Suorganizator je Krčkog festivala 1935. godine, a uz njegovu pomoć je snimljen i prvi dugometražni dokumentarni film o otoku Krku 1938. godine, „Krk – najveći otok Jadranskog mora“. U suradnji s Vrbničaninom Hijacintom Petrisom, 1934. godine objavljuje „Antologiju novije čakavske lirike“ koju je smatrao svojim životnim djelom.

## Zaljubljenost u zavičaj
Iako je živio u Zagrebu, Ive Jelenović čitav je život bio veliki zaljubljenik u svoj rodni zavičaj i uvijek ga rado posjećivao. Naročito ga je zanimala njegova povijest, čokavica – oblik čakavskog narječja koji se govori u Dobrinju, poslovice, toponimi, običaji i „tonci“ (narodni plesovi) uz sopele. Aktivno je sudjelovao u obnovi drevne crkve Sv. Vida u svojem rodnom mjestu.
U mirovinu odlazi 1963. godine, ostajući u Zagrebu u kojem je i umro. Sahranjen je u Dobrinju uz zvuke narodne pjesme „U Dobrinju milo zvoni zvone“ te uz svečanu melodiju „Mantinjadu“ odsviranu u sopele.